# Mark Lindsay Chapman
Pour les articles homonymes, voir Chapman.
Mark Lindsay Chapman est un acteur anglais, né le 8 septembre 1954 à Londres (Royaume-Uni).

## Biographie
Son premier grand rôle fut celui de Henry Wilde, commandant en second du Titanic, que Mark Chapman a joué dans le film Titanic (1997) de James Cameron.
Mark Lindsay Chapman est notamment connu pour avoir joué le rôle de John Lennon dans le film Chapitre 27 consacré à son assassinat par Mark David Chapman.
La similarité entre son nom et celui du meurtrier de John Lenon l'avait déjà plus tôt empêché de jouer John Lennon dans le film John and Yoko: A Love Story (en), un film biographique produit par NBC ; Yoko Ono était largement impliquée dans la production, et fut impressionnée par son audition, avant de découvrir le nom de l'artiste Mark  Chapman, qui ne différait de celui du meurtrier Mark David Chapman que par un autre deuxième prénom. Elle refusa alors le casting au motif qu'il s'agissait d'un « mauvais karma », et la presse relaya qu'il avait été proche d'avoir le rôle (Chapman prit son second prénom Lindsay quand il rejoignit le syndicat d'artistes Equity (en), car il y avait déjà un Mark Chapman dans le syndicat). Le rôle échut finalement à Mark McGann (en). Chapman refit quelque peu parler de lui lorsque l'histoire reparut en Grande-Bretagne, et que les journalistes enquêtèrent de nouveau sur l'acteur, qui travaillait à cette époque comme maçon avec son père.

## Filmographie
- 1983 : Henry VI, Part Two (TV) : Second Company
- 1983 : Henry VI, Part Three (TV) : Second Company
- 1983 : Macbeth (TV) : Murderer
- 1986 : Assassin (TV) : Hotel clerk
- 1986 : Annihilator, le destructeur (Annihilator) (TV) : Richard Armour
- 1987 : Une affaire de famille (American Gothic) de John Hough : Rob
- 1988 : Dallas (série télévisée) : Brett Lomax
- 1989 : Falcon Crest ("Falcon Crest") (série télévisée) : Charley St. James
- 1990 : Night Visions (TV) : Man
- 1990-1993 : Swamp Thing: La série (série télévisée) : Dr. Anton Arcane
- 1995 : Les Langoliers (The Langoliers) (TV) : Nick Hopewell
- 1995 : Separate Lives : Keno Sykes
- 1997 : La Légende de la momie (Legend of the Mummy) : Daw
- 1997 : Titanic : Commandant en second Henry Wilde
- 1999 : La Loi du cœur (Silk Hope) (TV) : Ted Bass
- 2000 : The Party : Mark
- 2001 : Beethoven 4 (Beethoven's 4th) (vidéo) : Johnnie Simmons
- 2002 : Danger: Avalanche! (Trapped: Buried Alive) (TV) : Reno Riley
- 2008 : Chapitre 27 : John Lennon
- 2012 : Un cadeau de Noël presque parfait (Holly's Holiday) (TV) : Livingston
- 2013 : Double destinée (All About Christmas Eve) (TV) : Gavin
- 2014 : Un prince pour Noël (A prince for christmas) (TV) : Geoffrey